# Ujna delicatula
Ujna delicatula är en insektsart som beskrevs av William Lucas Distant 1908. Ujna delicatula ingår i släktet Ujna och familjen dvärgstritar. Inga underarter finns listade i Catalogue of Life.